# Nesslau-Krummenau
Nesslau-Krummenau est une ancienne commune suisse du canton de Saint-Gall, située dans le district de Toggenburg. 

## Histoire
La commune est née en 2002 de la fusion des anciennes communes de Nesslau et de Krummenau. Elle a à son tour fusionné, le 1er janvier 2013, avec Stein pour former la nouvelle commune de Nesslau.